# Nikolai Kaubiš
Nikolai Kaubiš (* 5. Maijul. / 18. Mai 1916greg. in Jamburg, Russisches Kaiserreich; † 21. Mai 1977 in Pärnu, Estnische SSR) war ein estnischer Fußballspieler. 

## Karriere
Nikolai Kaubiš wurde 1916 in der zum Russischen Kaiserreich gehörenden Stadt Jamburg dem heutigen Kingissepp geboren. Er schloss seine Schulausbildung 1934 an einem russischen Gymnasium in Narva ab. In seiner Freizeit betrieb er neben Fußball auch Sportarten in der Leichtathletik und spielte zudem Volleyball.
Mindestens in den Jahren 1936 bis 1938 war Kaubiš als Fußballspieler in der Estnischen Fußballmeisterschaft aktiv. Für den Narva THK (THK steht für Tennis und Hockeyklub) konnte er in der Spielzeit 1937/38 12 Tore erzielen und war damit drittbester Torschütze hinter Johannes Niks und Heinrich Uukkivi.
Im August 1936 spielte Kaubiš dreimal in der Estnischen Nationalmannschaft, darunter in zwei Begegnungen beim Baltic Cup 1936 in Lettland. Ihm gelang dabei kein Treffer.
Als Soldat kämpfte Kaubiš auf deutscher Seite im Zweiten Weltkrieg. Von 1944 bis 1950 war er als Kriegsgefangener in der Sowjetunion untergebracht.
Nach seiner Rückkehr trainierte Kaubiš von 1951 bis 1958 Pärnu Kalev.